# علم الآثار الإفريقية

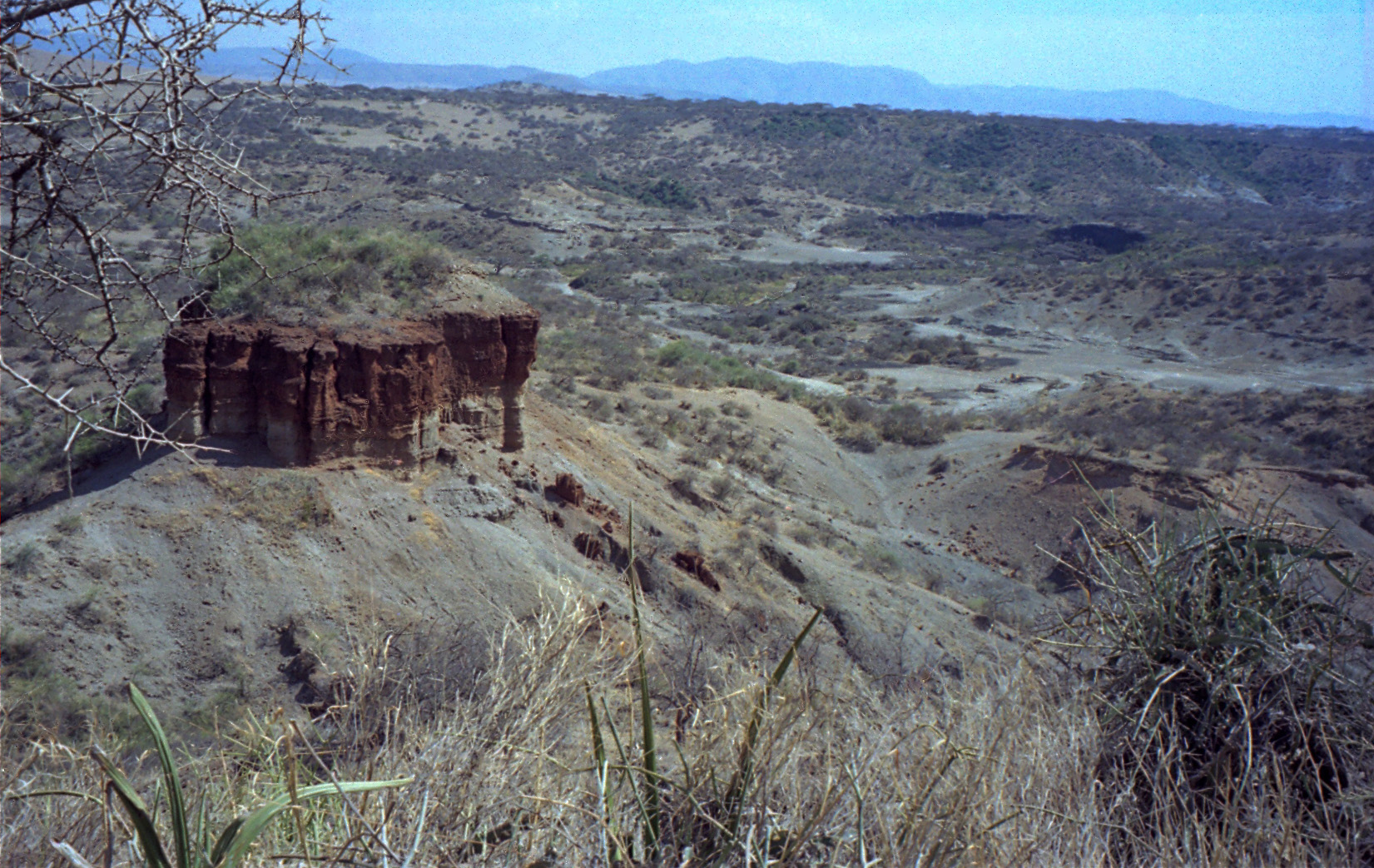

تملك إفريقيا أطول سجل زمني للسكن للبشري. بدأت سلالة البشر قبل نحو 6-7 ميلون سنة، وبعض أوائل البشر ذوي الجمجمة بالشكل التشريحي المعاصر الذين وُجدوا حتى الآن اكُتشِفوا في أوماكيبيش وجيبيل إرهاود وفلورسيباد. يقسم علم الآثار الأوروبية وكذلك الإفريقية عمومًا إلى العصر الحجري (الذي يتألف من العصر الباليوليثي الأدنى والعصر الباليوليثي الأوسط والعصر الباليوليثي الأعلى والعصر الميزوليثي والعصر النيوليثي) والعصر البرونزي والعصر الحديدي. بالنسبة لإفريقيا جنوب الصحراء، يُصنَّف علم الآثار الإفريقية بطريقة مختلفة قليلًا وذلك بتقسيم العصر الباليوليثي عمومًا إلى عصر حجري بدئي وعصر حجري أوسط وعصر حجري لاحق. بعد هذه المراحل الثلاثة يأتي العصر النيوليثي الرعوي ثم العصر الحديدي وبعد ذلك يأتي عصر الفترات التاريخية.
جرى تجاهل فترة ما قبل التاريخ الإفريقية بشكل كبير باستثناء الأبحاث حول التطور الأولي للبشر. على كل حال، تشرف عليها مؤسسة الآثار الإفريقية الشاملة والتي يتألف أعضاؤها من علماء آثار محترفين من كافة أرجاء إفريقيا.

## العصر الحجري المبكر في إفريقيا
يصف العصر الحجري الباكر والذي امتد منذ 2.6 مليون سنة وحتى 280,000 سنة فترة من عصر ما قبل التاريخ الإفريقي والتي طُوِرت فيها الأدوات الحجرية للمرة الأولى ويشمل العصرين الأولدواني (Oldowan) والآشولي (Acheulean). تتضمن المواقع الباكرة المحاذية للشق الإفريقي الشرقي لوميكوي في حوض توركانا في كينيا وفي وادي أولدوفاي في جنوب تنزانيا الحالية. اكتشِفت سلالات البشر الأولى في إثيوبيا وأطلق عليهم لقب أرديبيثيكوس راميداس (Ardipithecus ramidus). يعرف الجنس المتشعب من السلالة البشرية بالأوسترالوبيثيسينز (australopithecines) واكتشف لأول مرة في أولدوفاي. تتضمن الأوسترالوبيثيسينز ومستحاثاتهم البارانثروبس بويسي ( Paranthropus boisei) الأكثر شهرة والذي يدعى زينج (Zinj) أو الرجل كسار الجوز (Nutcracker man) من قبل ماري ليكي وهي عالمة الآثار التي وجدته. من الأوسترالوبيثيسينز الأقدم –لها صلة بأولئك الذين وُجِدوا في وادي أولدوفاي، لكنها وجدت على بعد 2000 كيلومتر باتجاه الشمال الشرقي من وادي أواش في إثيوبيا- هي لوسي (Lucy) والتي اكتشفها دونالد جونسون وفريقه عام 1974.
اكتشِف التاريخ النسبي لاستعمال الأدوات الحجرية للمرة الأولى عام 2015 من قبل سونيا هيرماند في لوميكوي 3 في شرق توركانا في كينيا بوجود أدوات حجرية يعود تاريخها إلى حوالي 3.3 مليون سنة. قبل هذا الاكتشاف، وُجِدت بعض أقدم الأدوات الحجرية في لوكالالي في شرق توركانا حيث توجد أدوات من صنع الإنسان تظهر عمليات تشذيب الصخور التي أجراها الأوسترالوبيثيسينز الإفريقي والتي يعود تاريخها إلى حوالي 2.34 مليون سنة مميزًا بدأ الإي إس إيه. أعطى استخدام الأدوات السلالات البشرية الباكرة القدرة على الاستجابة بصورة أسرع للتغيرات التي تكون خارج الاحتياجات الفورية للحياة اليومية، ويزداد تأقلم النماذج السلوكية على المدى الطويل عبر الأجيال.
بعد نحو مليون سنة، تطور الإنسان المنتصب (Homo erectus) إلى نوع أكثر تقدمًا وصنع أدوات تعرف بفؤوس اليد الآشولية ( Acheulean handaxes). كانت فؤوس اليد هذه تقنية ثنائية الوجه متعددة الاستخدامات بقيت دون أي تغيرات لآلاف السنين. تظهر هذه التقنية تزايدًا في تطور الدماغ وتعقيده لدى الإنسان المنتصب، بحسب ما تظهره زيادة درجة دراسة ومعرفة المواد اللازمة لإنتاج هذه الأدوات. ارتبط الإنسان المنتصب أيضًا بالأمثلة الأولى على الحياة البشرية المعاصرة مثل النار والمشاعر المعاصرة والفن. وُجِدت أولى الأدلة على تحكم سلالات البشر بالنار في كهف ووندرويرك في جنوب إفريقيا. بالإضافة لتقنياتهم، كان هناك جزء من بدايات الحركة إلى خارج إفريقيا، ثم انتشرت إلى كل أجزاء العالم. حدثت هذه الحركة في وقت ما بين 0.8 – 1.8 مليون سنة عندما انتشر الإنسان المنتصب من إفريقيا إلى أوراسيا (اسم يشمل آسيا وأوروبا). أحد أبرز هياكل الإنسان المنتصب العظمية التي اكتشِفت كان لفتى ناريكوتوم، والذي وُجِد قرب بحيرة توركانا في كينيا، اكتشفه ريتشارد ليكي وكامويا كيمو. كان فتى ناريوكوتوم مراهقًا عندما مات، ويبدي هيكله العظمي أول دليل على الرعاية في سجل علم الآثار، إذ قُدِمت له الرعاية بسبب إصابته الموهنة بالجنف.